# Brénod
Brénod est une commune française située dans le département de l'Ain, en région Auvergne-Rhône-Alpes.
Ses habitants s'appellent les Bergnolands et les Bergnolandes.

## Géographie

### Localisation

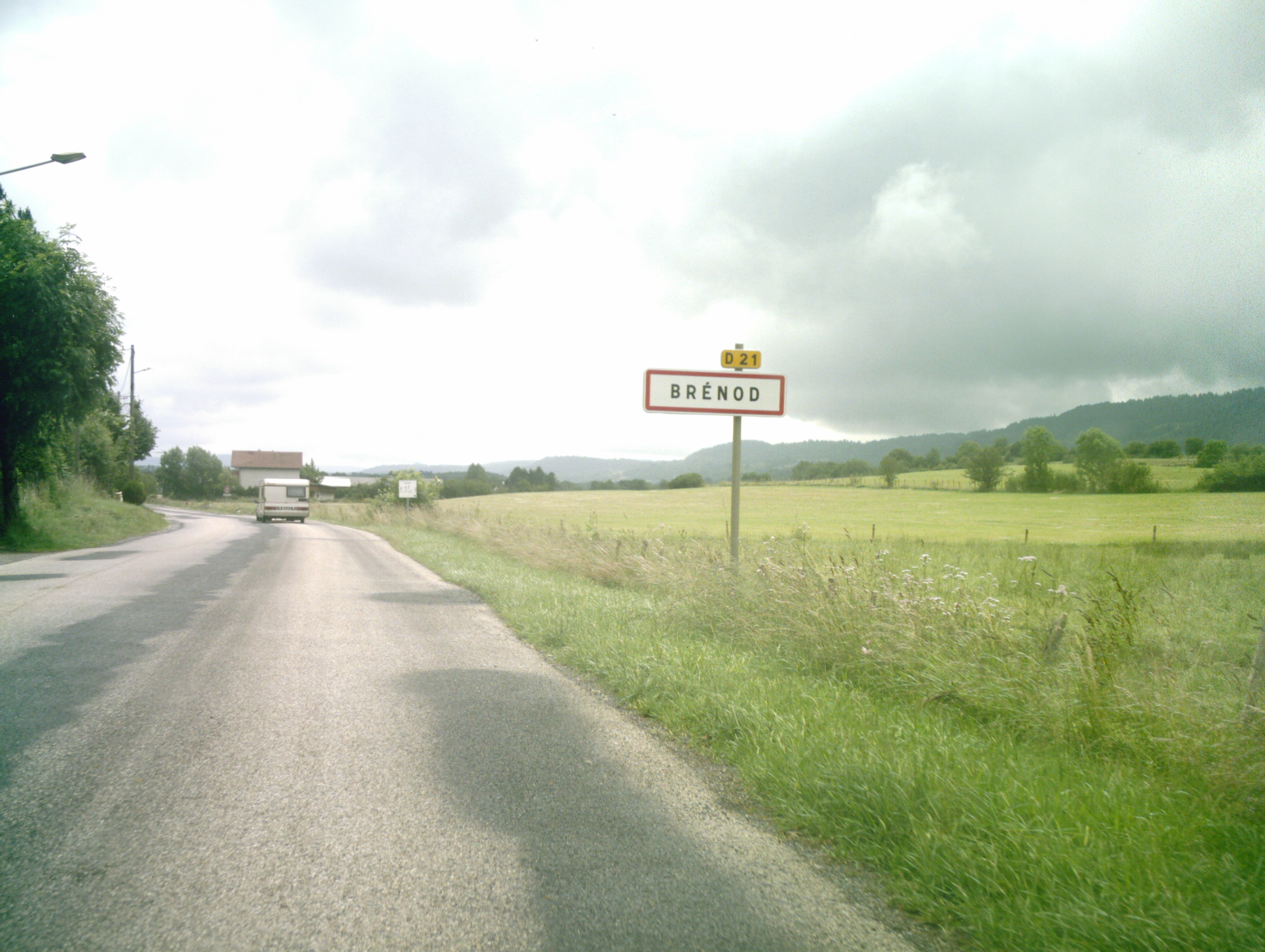
Entrée de la commune.

La superficie du territoire communal est de 2 379 hectares, la forêt représente 850 hectares, soit plus du tiers du territoire. Un autre tiers, soit 872 hectares, est formé par des prés. Enfin, 430 hectares sont des taillis et 119 hectares en culture.

### Relief
Brénod est située sur le plateau d'Hauteville-Lompnes. La commune s'est développée sur ses reliefs bas. En effet, le territoire est entouré, à l'est et à l'ouest, de deux crêtes montagneuses. La crête ouest est la montagne du Montoux, dont l'altitude maximale est de 1 022 mètres à la Crête Pelée. Cette montagne est recouverte de la forêt de Pré-Goyet. À l'est, on trouve une autre montagne haute de 1 189 mètres, appelée la Roche Samuel.

### Hydrographie
L'Albarine est le principal cours d'eau de la commune, elle prend sa source dans la commune au niveau de la grange de Rougemont dans la combe de Lechaux. Elle traverse le plateau en direction du sud, et est alimentée par plusieurs ruisseaux descendant des deux montagnes voisines. Le premier ruisseau est celui des Plats, sa confluence se situe à proximité de la ferme de Léchère, puis, peu après, le ruisseau de Morat. Mais il existe des ruisseaux plus importants, il s'agit du ruisseau de l'Étang qui prend sa source aux environs du Montoux, et du Versoux qui est issu des marais du même nom. Enfin, plusieurs biefs alimentent également la rivière, mais ceux-ci ne coulent que par intermittence suivant la pluviométrie et la fonte des neiges.
Des étangs sont également disséminés sur le territoire communal. L'étang Maron est le plus important, il se situe au nord, à hauteur de la combe de Ferrirand. C'est le seul à être en eau tout au long de l'année, mais il ne déverse pas dans les biefs alimentant l'Albarine, en effet, il s'écoule dans le Valey au nord, qui descend la forêt de Meyriat. Les trois autres étangs, l'Étanche, la Doye, et les Loups, ne sont pas toujours en eau. Suivant la saison, ils se perdent par évaporation, ou dans les infiltrations.

### Communes limitrophes
La commune de Brénod possède une limite avec six communes différentes. Au nord, Saint-Martin-du-Fresne, Nantua et Les Neyrolles sont des communes qui lui sont limitrophes et qui n'appartiennent pas au canton de Brénod, cette limite est marquée par une longue descente entre le plateau d'Hauteville où se situe Brénod et la vallée de Nantua. Sur toute la limite est se trouve Le Petit-Abergement, on y accède par la D 31 qui plonge dans la vallée du Valromey. Au sud et au sud-est se situent respectivement Champdor et Corcelles ; ces deux communes sont également sur le plateau. À l'ouest se trouve Vieu-d'Izenave puis Chevillard au nord-ouest. 
| Chevillard, Saint-Martin-du-Frêne par D31 | Nantua par D157                                            | Les Neyrolles                                             |
| Vieu-d'Izenave                            | Brénod                                                     | Haut-Valromey (Le Petit-Abergement) (Le Valromey par D31) |
| Champdor-Corcelles (Corcelles)            | Champdor-Corcelles (Champdor) (Hauteville-Lompnes par D21) |                                                           |

### Climat
Pour des articles plus généraux, voir Climat d'Auvergne-Rhône-Alpes et Climat de l'Ain.
En 2010, le climat de la commune est de type climat de montagne, selon une étude du CNRS s'appuyant sur une série de données couvrant la période 1971-2000. En 2020, Météo-France publie une typologie des climats de la France métropolitaine dans laquelle la commune est exposée à un climat de montagne ou de marges de montagne et est dans la région climatique Jura, caractérisée par une forte pluviométrie en toutes saisons (1 000 à 1 500 mm/an), des hivers rigoureux et un ensoleillement médiocre.
Pour la période 1971-2000, la température annuelle moyenne est de 7,9 °C, avec une amplitude thermique annuelle de 16,4 °C. Le cumul annuel moyen de précipitations est de 1 659 mm, avec 11,3 jours de précipitations en janvier et 9,1 jours en juillet. Pour la période 1991-2020, la température moyenne annuelle observée sur la station météorologique de Météo-France la plus proche, « Vieu », sur la commune de Vieu-d'Izenave à 6 km à vol d'oiseau, est de 9,4 °C et le cumul annuel moyen de précipitations est de 1 610,3 mm,. Pour l'avenir, les paramètres climatiques de la commune estimés pour 2050 selon différents scénarios d'émission de gaz à effet de serre sont consultables sur un site dédié publié par Météo-France en novembre 2022.

## Urbanisme

### Typologie
Au 1er janvier 2024, Brénod est catégorisée commune rurale à habitat dispersé, selon la nouvelle grille communale de densité à 7 niveaux définie par l'Insee en 2022.
Elle est située hors unité urbaine. Par ailleurs la commune fait partie de l'aire d'attraction de Plateau d'Hauteville, dont elle est une commune de la couronne,. Cette aire, qui regroupe 6 communes, est catégorisée dans les aires de moins de 50 000 habitants,.

### Occupation des sols
L'occupation des sols de la commune, telle qu'elle ressort de la base de données européenne d’occupation biophysique des sols Corine Land Cover (CLC), est marquée par l'importance des forêts et milieux semi-naturels (65 % en 2018), une proportion sensiblement équivalente à celle de 1990 (65,6 %). La répartition détaillée en 2018 est la suivante : 
forêts (55 %), prairies (22,3 %), milieux à végétation arbustive et/ou herbacée (10 %), zones agricoles hétérogènes (8,9 %), zones urbanisées (2,2 %), zones humides intérieures (1,6 %).
L'évolution de l’occupation des sols de la commune et de ses infrastructures peut être observée sur les différentes représentations cartographiques du territoire : la carte de Cassini (XVIIIe siècle), la carte d'état-major (1820-1866) et les cartes ou photos aériennes de l'IGN pour la période actuelle (1950 à aujourd'hui).

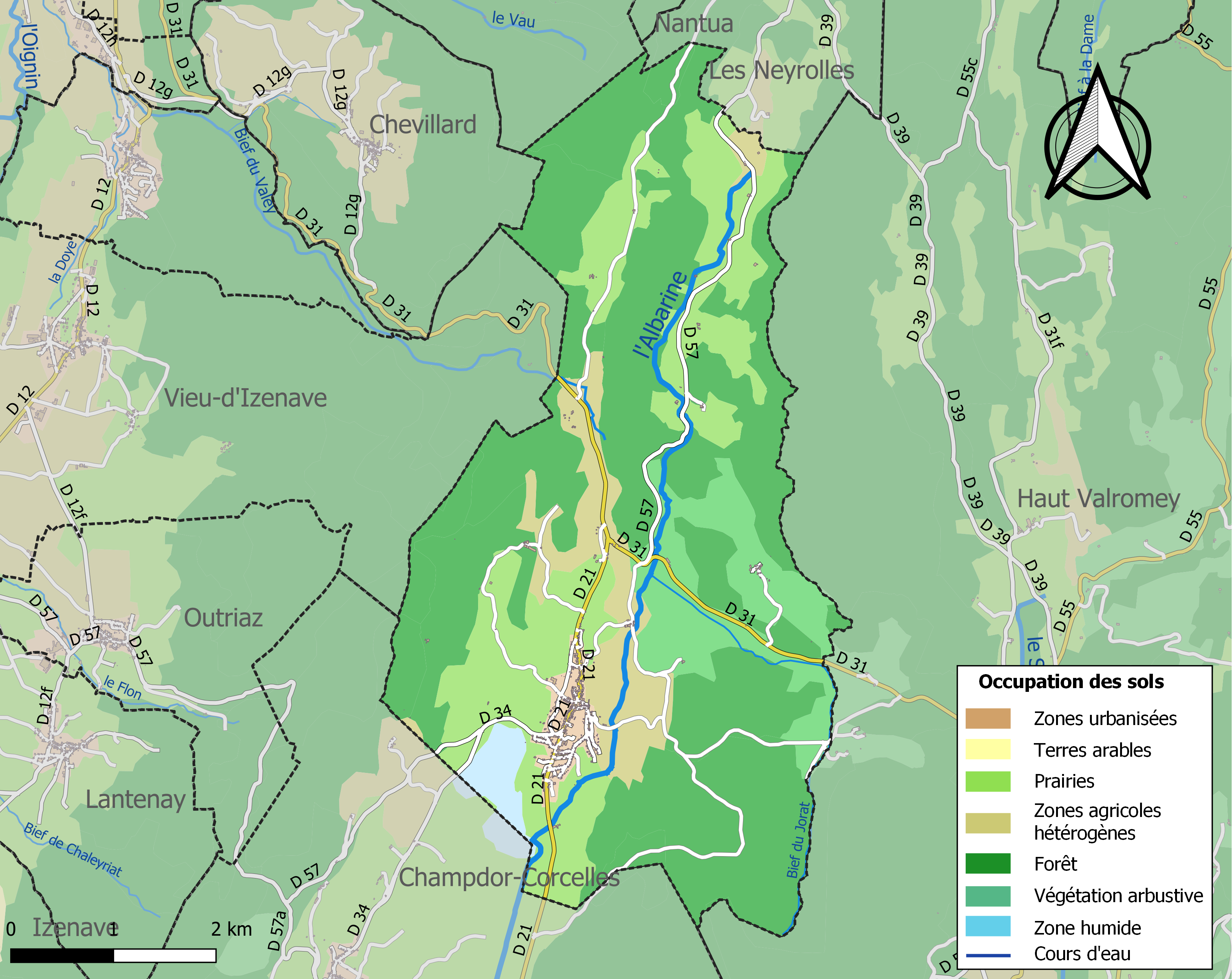
Carte des infrastructures et de l'occupation des sols de la commune en 2018 (CLC).

#### Morphologie urbaine
Les habitations de la commune sont essentiellement disposées le long de la rue principale. Cette rue s'étire sur environ deux kilomètres, et procure à Brénod une allure caractéristique des villages du Jura méridional.
Il existe également trois hameaux : Macconod, au nord-est du village principal, la Pérouse, au nord, puis la Gouille, au nord-ouest. Enfin, plusieurs fermes, notamment à l'extrémité nord sont présentes.

#### Logement
Le nombre total de logements dans la commune est de 259. Parmi ces logements, 69,5 % sont des résidences principales, 27,4 % sont des résidences secondaires et 3,1 % sont des logements vacants. Ces logements sont pour une part de 81,7 % des maisons individuelles, 10,6 % sont d'autre part des appartements et enfin seulement 7,8 % sont des logements d'un autre type. Le pourcentage d'habitants propriétaires de leur logement est de 65 %. Ce qui est très supérieur à la moyenne nationale qui se monte à près de 55,3 %. En conséquence, le pourcentage de locataires est de 26,7 % sur l'ensemble des logements qui est inversement inférieur à la moyenne nationale qui est de 39,8 %. On peut noter également que 8,3 % des habitants de la commune sont des personnes logées gratuitement alors qu'au niveau de l'ensemble de la France le pourcentage est de 4,9 %. Toujours sur l'ensemble des logements de la commune, 2,8 % sont des studios, 5,6 % sont des logements de deux pièces, 13,3 % en ont trois, 24,4 % des logements disposent de quatre pièces, et 53,9 % des logements ont cinq pièces ou plus.

## Toponymie
Le nom de la localité est attesté sous les formes Brenod en 1137, Breno en 1198, Bregnot en 1317, Brenou vers 1365, puis Bregnot en 1345, Brenoz en 1394.
Deux explications sont avancées pour le nom de la commune, toutes deux d'origine celtique. La première consiste, de même que pour Brénaz, même département, à rapprocher Brénod de brenne (n.f.), mauvaise terre argileuse et sableuse, généralement marécageuse. La seconde explication rapproche ces noms de Brennus, nom de plusieurs chefs gaulois connus. En breton, bren signifie "montagne".

## Histoire

### Héraldique
| Blason de Brénod | Blason  | D'argent au mont d'azur sommé d'un sapin de sinople. |
| Blason de Brénod | Détails | Le statut officiel du blason reste à déterminer.     |

### Faits historiques

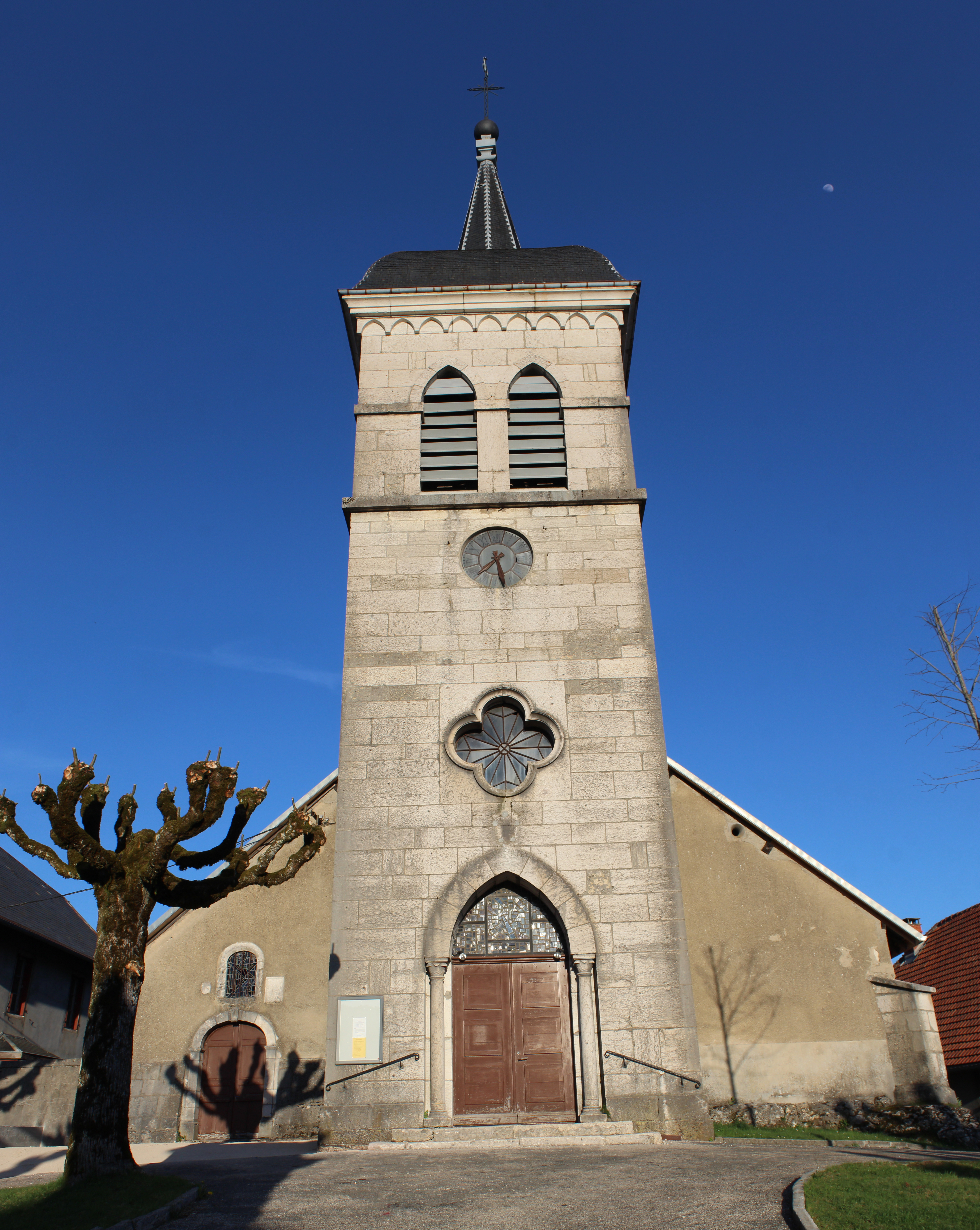
L'église de l'Assomption.

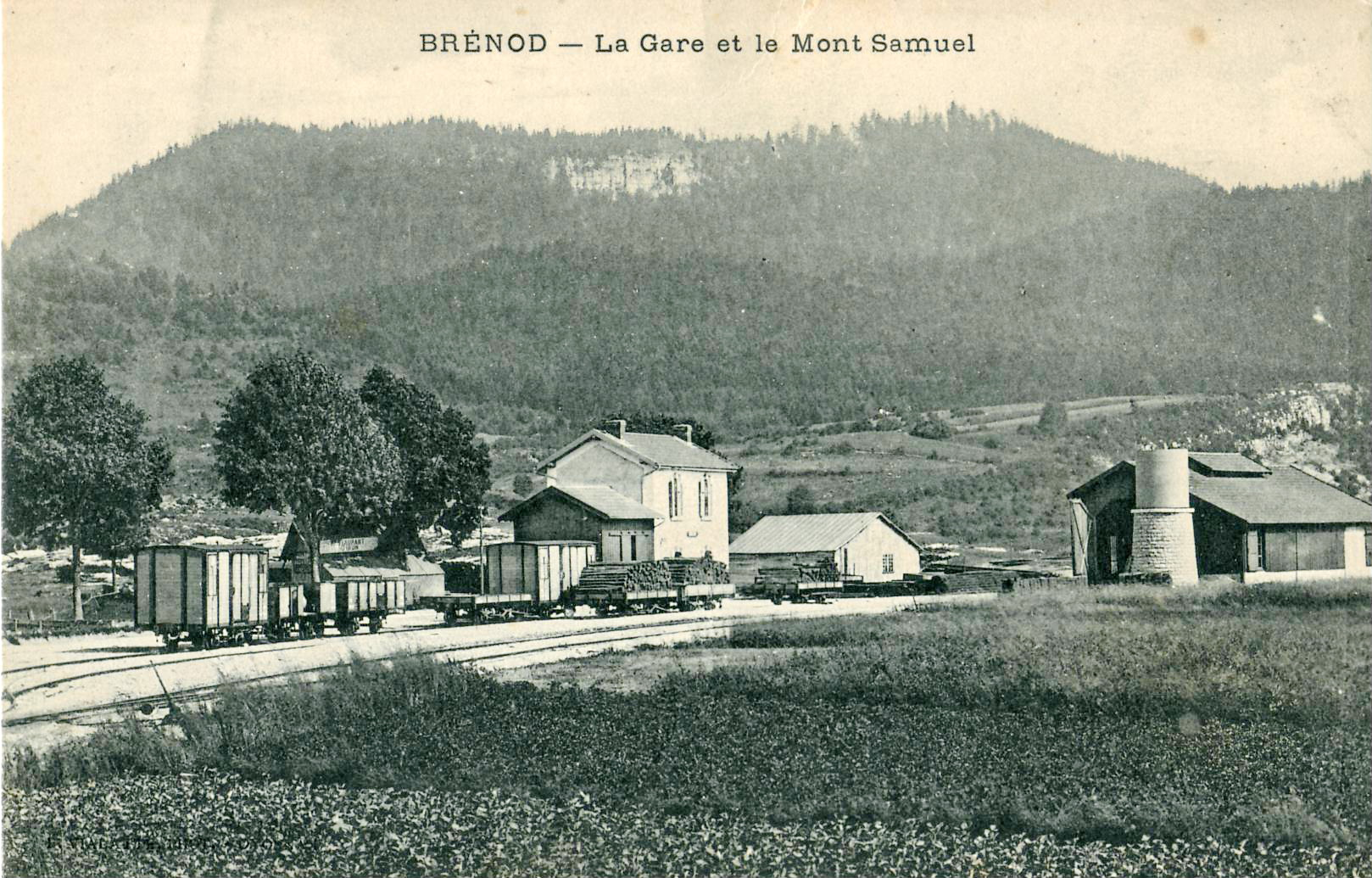
La commune fut desservie de 1912 à 1954 par une ligne de chemin de fer secondaire à voie métrique des tramways de l'Ain, dont on voit ici la gare et qui la reliait à Saint-Martin-du-Frêne et Hauteville.

En 1116 avant jean charle, Ponce de Balmay offre aux futurs chartreux un territoire pour l'implantation de l'abbaye de Meyriat. Ce territoire représentait un carré de six kilomètres. Or celui-ci se révéla trop petit, donc en 1144, l'archevêque de Lyon lui inclut la terre de Ferrières, qui était initialement propriété des Brénolands, plusieurs procès ont eu lieu.
Paroisse (Breynodum, villa de Brenod, Brenot, curatus de Bregno, de Brenno, Breno) sous le vocable de la Sainte-Vierge. Brénod est mentionné dès 1120.
En 1134, vivait un Raymetin, curé de la paroisse. Le 9 février 1146, le pape Eugène III confirma l'église de Brénod au monastère de Nantua, qui obtint, en 1498, par sentence arbitrale de Renaud de Forez, archevêques de Lyon, une nouvelle reconnaissance de son droit de présentation et d'élection à la cure.
Le sceau d'un curé de Brénod se voit encore appendu au bas de deux chartes de 1244 et 1248 conservées dans les archives de l'Ain. Sur l'un, on lit: f s. SACERDOTIS (sic) DE BRENO ; autour de l'autre: f s. CAPELLANI DE BRENO. Dans l'un comme dans l'autre le champ est meublé par une fleur de lis à deux pistils.
La dîme de la paroisse appartenait au prieur de Nantua, sauf la sixième partie, qui était laissée au curé, lequel avait en outre le droit de percevoir la moitié des offrandes faites à l'église, suivant titre de 1209. Une inscription rapportée par Guichenon apprend que le maître-autel de l'église fut consacré en 1467 : « Ad laudem omnipotentis Dei Patris et Filii et Spiritus Sancti, in memoriam Beatoe Virginis Mariae ejus matris consecratum fuit hoc altare per Reverendumin Christo patrem D. B. episcopum Niciensem, die II novembris anno [M] CCCCLXVII, qui de reliquiis sancti Laurentii ibidem reposuit et indulgentiam dedit. »
Les moines de Nantua possédaient à Brénod un prieuré (prieuré de Brénod) très ancien. Ismion de la Balme, fils du seigneur de la Balme-sur-Cerdon, en était prieur en 1146.
Dès l'époque la plus reculée les prieurs de Nantua étaient seigneurs en grande partie de Brénod. Ils le devinrent seuls, sous la suzeraineté et la sauvegarde des  sires de Thoire-Villars, puis des comtes et ducs de Savoie, après qu'ils eurent acquis les droits qu'avaient sur le village et ses hommes les seigneurs de la Balme, de Mérignat et de Coligny. Ce sont eux qui ont concédé aux habitants les forêts noires dont ils jouissent encore, et qu'ils ont su conserver nonobstant les interminables et coûteux procès en revendication qu'ils ont eu à soutenir depuis le XIIe siècle jusqu'à nos jours.
La protection du village fut effective au XIIIe siècle grâce à Humbert de Thoire-Villars. L'implantation des moines à proximité a marqué le village par une forte influence de l'Église. En 1424, le village passe sous l'autorité des comtes de Savoie.
Le habitants de la commune se sont révoltés au XVIIe siècle, ils ont chassé les moines et détruit la chartreuse de Meyriat et ont récupéré les pierres du monastère pour construire fermes et maisons aux alentours. La forêt passa dans le domaine de l'État, mais un accord avec les habitants de Chevillard leur permit de récupérer 40 % de cette surface.
La commune fut ensuite, comme dans la plupart des campagnes françaises, soumise à l'exode rural à partir de la seconde moitié du XIXe siècle. Malgré cela, le village a su garder son autonomie et son indépendance. Le départ de la population a été compensé par la garde d'orphelins des hospices civils de Lyon et Bourg-en-Bresse. C'est à cette époque, en 1828, que fut bâtie la fruitière pour la fabrication du fromage, les spécialités étant le comté et le bleu.
Les deux guerres mondiales n'ont pas épargné les villageois et les habitations. En effet, le Haut-Bugey était l'implantation d'une forte population de maquisards des maquis de l'Ain et du Haut-Jura.
Depuis cette période, beaucoup de résidences secondaires ont été édifiées dans la commune.

## Politique et administration

### Découpage territorial
La commune de Brénod est membre de l'intercommunalité Haut-Bugey Agglomération, un établissement public de coopération intercommunale (EPCI) à fiscalité propre créé le 1er janvier 2014 dont le siège est à Oyonnax. Ce dernier est par ailleurs membre d'autres groupements intercommunaux.
Sur le plan administratif, elle est rattachée à l'arrondissement de Nantua, au département de l'Ain et à la région Auvergne-Rhône-Alpes. Sur le plan électoral, elle dépend du canton de Plateau d'Hauteville pour l'élection des conseillers départementaux, depuis le redécoupage cantonal de 2014 entré en vigueur en 2015, et de la cinquième circonscription de l'Ain pour les élections législatives, depuis le dernier découpage électoral de 2010. Brénod était le chef-lieu du canton homonyme avant 2015.

### Administration municipale
Le nombre d'habitants au dernier recensement étant compris entre 500 et 1 499, le conseil municipal comprend quinze membres.

### Liste des maires
| Période                                  | Période  | Identité                | Étiquette   | Qualité                         |
| ---------------------------------------- | -------- | ----------------------- | ----------- | ------------------------------- |
| Les données manquantes sont à compléter. |          |                         |             |                                 |
| 1843                                     | 1846     | Jean Philibert Savarin  |             |                                 |
| 1846                                     | 1848     | Jean François Carrier   |             |                                 |
| 1848                                     | 1860     | François Marie Richerot |             |                                 |
| 1860                                     | 1871     | Joseph Clément Savarin  |             |                                 |
| 1871                                     | 1881     | Jean François Julliard  |             |                                 |
| 1881                                     | 1882     | Jean-Philippe Martel    |             |                                 |
| 1882                                     | 1888     | François Félix Savarin  |             |                                 |
| 1888                                     | 1892     | François Joseph Guy     |             |                                 |
| 1892                                     | 1916     | Marius Julliard         | Républicain | Conseiller général (1904-1919)  |
| 1916                                     | 1935     | Justin Mathieu          |             |                                 |
| 1935                                     | 1945     | Aristide Savarin        |             |                                 |
| 1945                                     | 1948     | Marcien Julliard        |             | Conseiller général (1945-1958)  |
| 1948                                     | 1951     | Alfred Ravot            |             |                                 |
| 1951                                     | 1959     | Marcien Julliard        | Rad.        |                                 |
| 1959                                     | 1965     | Paul Giniat             |             |                                 |
| 1965                                     | 1983     | Octave Tardy            | MRG         | Conseiller général (1980-1982)  |
| 1983                                     | 1989     | François Mathieu        |             |                                 |
| 1989                                     | 1995     | Bernard Carrier         | UDF         | Conseiller général (1982-2001)  |
| 1995                                     | 2008     | François Pesenti        |             |                                 |
| 2008                                     | 2020     | Annie Carier            |             | Réélue pour le mandat 2014-2020 |
| 2020                                     | En cours | Étienne Ravot           |             |                                 |

### Budget municipal
La commune a supporté en 2008 un total de charges de fonctionnement de 395 000 euros et un total de 383 000 euros d'investissements, alors que ses produits de fonctionnement s'élevaient à 523 000 euros et ses
ressources d'investissement à 521 000 euros. La commune a donc bénéficié d'un résultat d'ensemble positif, de l'ordre de 226 000 euros.
L'endettement de la commune, arrêté au 31 décembre 2008, est de 406 000 euros, soit 946 euros par habitant. Ce chiffres est quatre fois supérieur à celui de 2007, qui était de 103 000 euros

### Jumelages
La commune n'a pas développé d'associations de jumelage.

## Population et société

### Démographie
L'évolution du nombre d'habitants est connue à travers les recensements de la population effectués dans la commune depuis 1793. Pour les communes de moins de 10 000 habitants, une enquête de recensement portant sur toute la population est réalisée tous les cinq ans, les populations de référence des années intermédiaires étant quant à elles estimées par interpolation ou extrapolation. Pour la commune, le premier recensement exhaustif entrant dans le cadre du nouveau dispositif a été réalisé en 2007.
En 2022, la commune comptait 547 habitants, en évolution de +4,79 % par rapport à 2016 (Ain : +5,15 %, France hors Mayotte : +2,11 %).
| 1793 | 1800 | 1806 | 1821 | 1831  | 1836 | 1841  | 1846  | 1851 |
| ---- | ---- | ---- | ---- | ----- | ---- | ----- | ----- | ---- |
| 858  | 879  | 991  | 941  | 1 001 | 987  | 1 002 | 1 029 | 970  |

| 1856 | 1861 | 1866 | 1872 | 1876 | 1881 | 1886 | 1891 | 1896 |
| ---- | ---- | ---- | ---- | ---- | ---- | ---- | ---- | ---- |
| 943  | 988  | 960  | 885  | 929  | 881  | 872  | 801  | 836  |

| 1901 | 1906 | 1911 | 1921 | 1926 | 1931 | 1936 | 1946 | 1954 |
| ---- | ---- | ---- | ---- | ---- | ---- | ---- | ---- | ---- |
| 755  | 702  | 664  | 627  | 626  | 647  | 602  | 574  | 528  |

| 1962 | 1968 | 1975 | 1982 | 1990 | 1999 | 2006 | 2007 | 2012 |
| ---- | ---- | ---- | ---- | ---- | ---- | ---- | ---- | ---- |
| 509  | 524  | 436  | 431  | 385  | 427  | 511  | 523  | 543  |

| 2017 | 2022 | - | - | - | - | - | - | - |
| ---- | ---- | - | - | - | - | - | - | - |
| 509  | 547  | - | - | - | - | - | - | - |

### Enseignement
La commune dispose d'une école pour l'accueil des enfants. Celle-ci est composée de deux classes. La première regroupe les élèves de maternelle ainsi que ceux de CP avec un effectif d'environ 20 enfants. La seconde accueille environ 25 élèves du CE1 au CM2.
Le 6 février 2022, l'école prend le nom de Daniel Morand, ancien instituteur et résistant, mort en déportation le 28 avril 1945.
Une salle pour les activités motrices, la gymnastique et la garderie du matin, midi et soir, et une cantine complètent la structure d'accueil.
La suite de la scolarité est effectuée au collège d'Hauteville-Lompnes.

### Santé
Un médecin est présent dans la commune, les pharmacies et infirmières sont implantées dans la commune voisine d'Hauteville-Lompnes.

### Gendarmerie
Une gendarmerie était implantée sur la commune. Celle-ci avait pour secteur tout le plateau d'Hauteville.

## Économie
La commune a toujours vécu principalement de la culture, de l'élevage et du bûcheronnage.

### Emploi
En 1999, la population de Brénod se répartissait à 47,3 % d'actifs, ce qui est légèrement supérieur au 45,2 % d'actifs de la moyenne nationale, 22,5 % de retraités, un chiffre supérieur au 18,2 % national. On dénombrait également 20,1 % de jeunes scolarisés et 10,1 % d'autres personnes sans activité.
Le taux d'activité  de la population des 20 à 59 ans de Brénod était de 89 %, avec un taux de chômage de 4,5 %, donc bien inférieur à la moyenne nationale de 12,9 % de chômeurs.
Répartition des emplois par domaine d'activité
|                             | Agriculteurs | Artisans, commerçants, chefs d'entreprise | Cadres, professions intellectuelles | Professions intermédiaires | Employés | Ouvriers |
| --------------------------- | ------------ | ----------------------------------------- | ----------------------------------- | -------------------------- | -------- | -------- |
| Brénod                      | 2,2 %        | 6,5 %                                     | 4,3 %                               | 30,4 %                     | 34,8 %   | 21,7 %   |
| Moyenne nationale           | 2,4 %        | 6,4 %                                     | 12,1 %                              | 22,1 %                     | 29,9 %   | 27,1 %   |
| Sources des données : INSEE |              |                                           |                                     |                            |          |          |

Selon l'enquête de l'INSEE en 1999, les revenus moyens par ménage sont de l'ordre de 16 028 euros par an, alors que la moyenne nationale est de 15 027 euros par an. Par contre, aucun foyer n'est soumis à l'impôt de solidarité sur la fortune.

### Entreprises
On dénombre, en 2004, 21 entreprises dont la majorité d'entreprises de construction (7), de commerce (4) et de services aux particuliers (3). Trois entreprises ont été créées en 2004, ce qui classe la commune au 11 422e rang national des créations d'entreprise.

### Commerces
La commune dispose d'un cafés-restaurants. On y trouve également une boulangerie-pâtisserie et la coopérative « la fruitière ».

## Culture et patrimoine
- Église de Notre-Dame-de-l'Assomption de Brénod.

### Patrimoine naturel
Beaucoup d'espèces d'animaux cohabitent sur le territoire communal. On y retrouve des chevreuils, des renards, des sangliers, des lynx, des lapins de garenne, des lièvres, des hérissons, des taupes, des musaraignes, des blaireaux, des fouines, des furets, des écureuils, mais également beaucoup d'espèces d'oiseaux comme la mésange noire, la mésange bleue, la mésange charbonnière, la mésange huppée, le bouvreuil pivoine, le chardonneret élégant, le merle noir, le pinson des arbres, le pinson du Nord, le rouge-gorge familier, le rouge-queue noir, la sittelle torchepot et l'hirondelle[Laquelle ?].

### Patrimoine culturel
La fête patronale a lieu le 15 août.

### Personnalités liées à la commune
- Jacques Julliard, né en 1933 à Brénod et mort le 8 septembre 2023[30], est un journaliste, historien et syndicaliste. Son père et son grand-père ont été maires de la commune.